# Paptamási község
Paptamási község (románul: Comuna Tămășeu) község Bihar megyében, Romániában. Központja Paptamási, beosztott falvai Kügypuszta, Nyüved, Pelbárthida.

## Népessége
A 2011-es népszámlálás adatai alapján a község népessége 2019 fő volt.